# NGC 5468
NGC 5468 is een balkspiraalstelsel in het sterrenbeeld Maagd. Het hemelobject werd op 5 maart 1785 ontdekt door de Duits-Britse astronoom William Herschel.

## Synoniemen
- MCG -1-36-7
- UGCA 384
- IRAS 14039-0512
- PGC 50323